# جوز خان
غلام داستجير خان (بالإنجليزية: Ghulam Dustgir Khan)‏ (مواليد 1986) هو ممثل كوميدي بريطاني.

## النشأة
خان هو الأصغر بين ثلاثة أطفال، وله أختان أكبر منه بعشر سنوات وأحد عشر عامًا. مات والده عندما كان خان في الثالثة. وهو مسلم من أصل باكستاني بنجابي. نشأ خان في عقار سكني في هيلفيلدز، كوفنتري، والتحق بمدرسة ستوك بارك. تخرج من جامعة كوفنتري ، واستمر في تدريس العلوم الإنسانية في أكاديمية جريس.

## حياته الشخصية
خان هو مسلم باكستاني. يعيش مع زوجته وأربعة أطفال في ميدلاند الغربية، بجوار والدته. خان هو أحد أنصار نادي مانشستر يونايتد.